# Marokko op de Olympische Zomerspelen 1976
Marokko nam deel aan de Olympische Zomerspelen 1976 in Montréal, Canada. Het was een van de landen die zich terugtrok van de Spelen vanwege de Afrikaanse kwestie; een protest tegen de deelname van Nieuw-Zeeland omdat dat land nog steeds contacten onderhield met Zuid-Afrika. Voordat Marokko zich terugtrok waren tussen 18 en 20 juni al enkele Marokkanen in actie gekomen.

## Deelnemers en resultaten
(m) = mannen, (v) = vrouwen 

### Atletiek
| Olympiër           | Onderdeel | Resultaat | Prestatie             |
| ------------------ | --------- | --------- | --------------------- |
| Mohamed Makdouf    | 1500m (m) | DNS       | serie 1: niet gestart |
| Mohamed Ben Baraka | 5000m (m) | DNS       | serie 3: niet gestart |

### Boksen
| Olympiër          | Onderdeel   | Resultaat | Prestatie                                                                       |
| ----------------- | ----------- | --------- | ------------------------------------------------------------------------------- |
| Abderrahim Najm   | -48kg (m)   | 17e       | 1ste ronde: V van KOR Park: gediskwalificeerd                                   |
| Mbarek Zarrougui  | -51kg (m)   | 16e       | 1ste ronde: vrij 2de ronde: V van ESP Rodríguez: scheidsrechterlijke beslissing |
| Mohamed Rais      | -54kg (m)   | 25e       | 1ste ronde: V van USA Mooney: 0-5                                               |
| Abderrahim Souihi | -60kg (m)   | DNS       | 1ste ronde: vrij 2de ronde: V van TOG Ayigan                                    |
| Mohamed Saoud     | -75kg (m)   | 14e       | 1ste ronde: V van GBR Odwell: 0-5                                               |
| Abellatif Fatihi  | -82,5kg (m) | 14e       | 1ste ronde: V van USA Spinks: knock-out                                         |

### Worstelen
| Olympiër        | Onderdeel      | Resultaat      | Prestatie                                                               |
| Grieks-Romeins  | Grieks-Romeins | Grieks-Romeins | Grieks-Romeins                                                          |
| --------------- | -------------- | -------------- | ----------------------------------------------------------------------- |
| Mohamed Karmous | -52kg (m)      | 16e            | 1ste ronde: W van POR Duarte: gediskwalificeerd 2de ronde: niet gestart |
| Ali Lachkar     | -57kg (m)      | 17e            | 1ste ronde: W van POR Grilo: gediskwalificeerd 2de ronde: niet gestart  |
| Mohamed Bahamou | -68kg (m)      | 21e            | 1ste ronde: V van USA Marcy 2de ronde: niet gestart                     |
| Brahim Toughza  | -74kg (m)      | 17e            | 1ste ronde: V van AUT Kiss: gediskwalificeerd 2de ronde: niet gestart   |

Amerikaanse Maagdeneilanden · Andorra · Antigua en Barbuda · Argentinië · Australië · Bahama's · Barbados · België · Belize · Bermuda · Bolivia · Bondsrepubliek Duitsland · Brazilië · Bulgarije · Canada · Chili · Colombia · Costa Rica · Cuba · Denemarken · Dominicaanse Republiek · Duitse Democratische Republiek · Ecuador · Egypte · Fiji · Filipijnen · Finland · Frankrijk · Griekenland · Groot-Brittannië · Guatemala · Haïti · Honduras · Hongarije · Hongkong · Ierland · IJsland · India · Indonesië · Iran · Israël · Italië · Ivoorkust · Jamaica · Japan · Joegoslavië · Kaaimaneilanden · Kameroen · Koeweit · Libanon · Liechtenstein · Luxemburg · Maleisië · Marokko · Mexico · Monaco · Mongolië · Nederland · Nederlandse Antillen · Nepal · Nicaragua · Nieuw-Zeeland · Noord-Korea · Noorwegen · Oostenrijk · Pakistan · Panama · Papoea-Nieuw-Guinea · Paraguay · Peru · Polen · Portugal · Puerto Rico · Roemenië · San Marino · Saoedi-Arabië · Senegal · Singapore · Sovjet-Unie · Spanje · Suriname · Thailand · Trinidad en Tobago · Tsjecho-Slowakije · Tunesië · Turkije · Uruguay · Venezuela · Verenigde Staten · Zuid-Korea · Zweden · Zwitserland